# 拡散強調画像

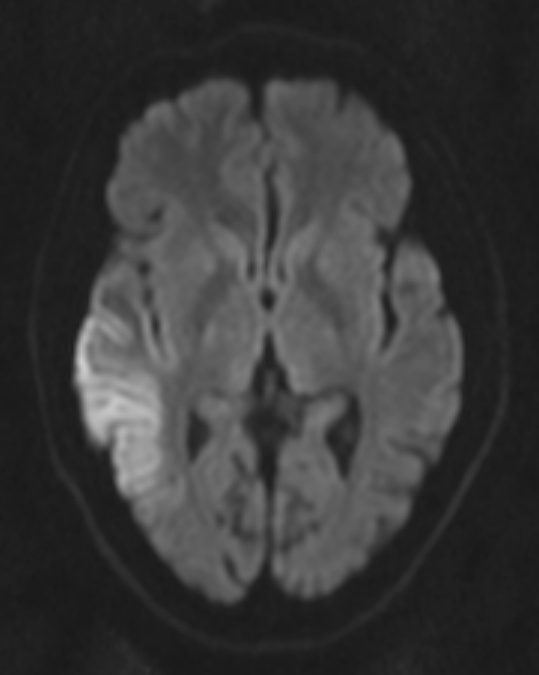
MELASでの拡散強調画像

拡散強調画像（かくさん（きょうちょう）がぞう、diffusion (weighted) image, DWI）とは、核磁気共鳴画像法 (MRI) のシーケンスの一種で、水分子の拡散運動を画像化したものである。通常用いられるスピンエコー法のパルス系列では拡散による信号の減衰は無視できるが、大きな傾斜磁場が長時間にわたって印加されると、その間の各磁化ベクトルの移動によって生じる位相のずれが無視できなくなり、拡散が活発な領域ほど低信号として現れる。こうして得られた画像を拡散強調画像とよぶことがある。また、スピンエコー法のパルス系列において、傾斜磁場の強さや印加時間を変えることによりディフェージングの効果を付けて得られた複数の画像から、見かけ上の拡散係数 (apparent diffusion coefficient, ADC) を求めて画像化することができ、これを拡散（係数）画像 (ADC map) とよぶ。 
コンピュータ断層撮影 (CT) で描出できない、超急性期または急性期の脳梗塞診断に非常に有用で、救急医療で広く用いられている。また脳腫瘍の一部（類上皮腫とくも膜嚢胞との鑑別）、脳膿瘍の診断にも有用である。